# Luis García Berlanga
Luis García-Berlanga Martí (València, 12 de juny de 1921 - Pozuelo de Alarcón, Madrid, 13 de novembre de 2010) fou un guionista i director de cinema valencià.

## Biografia
Luis García-Berlanga Martí va nàixer en una família de terratinents de Camporrobles (Plana d'Utiel). El seu avi, Fidel García Berlanga (1859-1914), era membre actiu del Partit Liberal de Sagasta, a la fi del segle xix, arribant a ser diputat en Corts a Madrid i president de la Diputació de València. El seu pare, José García-Berlanga (1886-1952), va començar també la seva militància en el Partit Liberal, per després passar al partit de centredreta de Lerroux, el Partit Radical, i més tard afiliar-se al partit de centreesquerra burgès de Martínez Barrios, Unió Republicana. Els orígens de la seva mare, Amparo Martí, van ser molt més humils, ja que venia d'una família d'emigrants de Terol que es van establir a València. El seu oncle matern va arribar a ser president de la Caixa d'Estalvis de València.
El mateix Luis García Berlanga explicà al seu biògraf Antonio Gómez Rufo amb relació al seu pare: «I així va ser que quan va arribar 1936 el meu pare estava en Unió Republicana, en el Front Popular. Però resultava que era molt perseguit per determinades faccions de la ultraesquerra, concretament per aquells amb els quals més simpatitzava jo, els anarquistes, a causa de no recorde quins embolics a Utiel i a Requena, per la qual cosa no li va quedar més remei que fugir de València per salvar-se de la persecució. Se n'anà a Tànger, on va viure un any, fins que el van detenir els nacionals.»
De jove, va decidir estudiar Dret i després Filosofia i Lletres, però més tard, el 1947, va canviar la seva vocació i va ingressar a l'Institut d'Investigacions i Experiències Cinematogràfiques de Madrid. Durant la seva joventut es va unir a la División Azul per a evitar represàlies polítiques pel càrrec de governador civil que el seu pare havia exercit a València durant la República espanyola. El 1990 ell mateix va reconèixer que es va allistar, ja que molts dels seus amics eren membres joves destacats de la Falange. Sobre la seva ideologia blava en aquells anys, són molts els testimonis de divisionaris que van compartir amb ell les trinxeres a Rússia, com, per exemple, José Luis Amador dels Rius. Al març de 1943 guanyà el premi «Luis Fuster» que atorgava el SEU —Sindicat Universitari Falangista— de València pel seu article aparegut a la Fulla de Campanya de la División Azul titulat Fragments d'una primavera. Escrivia:
| « | […] Sobre un carro, un carro de ruedas destartaladas y ejes que chirriaban, a contraluz con la estepa iluminada eternamente, llevamos ayer su cadáver a Motorwo, y en su jardín, la cabeza hacia España, lo enterramos... Con él se fueron las medallas religiosas, el cisne blanco en la camisa azul, y aquellas rosas de los Alpes que una estudiante alemana le regalara. Nos dejó, sin embargo, una antología de la buena muerte y una postura arrogante ante lo irremediable. Caía la tierra sobre su cuerpo y descendía sobre nosotros el afán silencioso en la lucha. Así, sin gritos, proseguíamos, cada vez más acelerada, la marcha hacia los límites de nuestra conciencia. Se desangran, sí, los cadáveres de los falangistas, pero esa sangre entra en las venas de los que nos quedamos, para rejuvenecer nuestro ímpetu'». | » |

Va debutar com a director de cinema el 1951, en ple franquisme, en els anys més durs, amb la pel·lícula Esa pareja feliz, en la qual col·laborava amb Juan Antonio Bardem. Amb ell, se'l considera un dels renovadors del cinema espanyol de postguerra. Entre les seues pel·lícules destaquen títols cèlebres de la història del cinema espanyol, com El verdugo o Bienvenido, Mister Marshall. Va treballar en set ocasions amb el guionista Rafael Azcona.
El seu cinema es caracteritza per la seva mordaç ironia i les seves àcides sàtires sobre diferents situacions socials i polítiques. En l'etapa de la dictadura franquista va despuntar la seva habilitat per burlar la censura de l'època amb situacions i diàlegs poc explícits però plens de dobles sentits i va aconseguir dur a terme projectes tan atrevits com Los jueves milagro.
La seva pel·lícula Plácido va ser nominada a l'Oscar a la millor pel·lícula de parla no anglesa el 1961, premi que va perdre a favor de la pel·lícula Såsom i en spegel (Com en un mirall) d'Ingmar Bergman. El 1980 va obtenir el Premi Nacional de Cinematografia, el 1981 la Medalla d'Or de les Belles arts, el 1986 el Premi Príncep d'Astúries de les Arts i el 1993 el Premi Goya al millor director per la seva pel·lícula Todos a la cárcel. El 25 d'abril de 1988 va ser escollit membre de la Reial Acadèmia de Belles Arts de San Fernando, on va ingressar a l'any següent amb un discurs titulat El cine, sueño inexplicable. L'any 2006 fou guardonat amb el Premi Internacional Terenci Moix a la trajectòria en cinema.
Va obtenir premis i guardons internacionals als més importants festivals, com Cannes, Venècia, Mont-real i Berlín. En el Festival de Karlovy Vary va ser seleccionat com un dels deu cineastes més rellevants del món. A més, posseïa un incomptable nombre de reconeixements nacionals.
Es va casar el 1954 amb María Jesús Manrique d'Aragó (n. 1921) amb qui va tenir quatre fills: José Luis García-Berlanga; Jorge Berlanga (1958-2011), periodista, escriptor, guionista (va participar al guió de diverses pel·lícules del seu pare) i director de la desapareguda Mostra de València entre 2001 i 2002; Carlos Berlanga (1959-2002), músic, compositor i important precursor del corrent cultural conegut com la Movida Madrileña, a més de la música pop dels anys 80; i Fernando García-Berlanga, locutor i president de la desapareguda cadena Somosradio.
Els seus dos fills més coneguts van morir a Madrid relativament joves per malalties hepàtiques: Carlos el 5 de juny de 2002, als 42 anys, i Jorge el 9 de juny de 2011, als 52 anys.
Luis García Berlanga va morir als 89 anys per causes naturals a la seva casa de Madrid el 13 de novembre de 2010. El 2008, tenint ja un delicat estat de salut, va dipositar a la Caixa 1.034 de les Lletres de l'Institut Cervantes un sobre que contenia un secret i va demanar que no es revelés fins al juny de 2021 quan es complís el centenari del seu naixement.

## Llegat i influència
Després de la defunció de Luis García Berlanga, Álex de la Iglesia, president en aquells dies de l'Acadèmia de les Arts i les Ciències Cinematogràfiques d'Espanya, va escriure a El País un article on reconeixia que la pel·lícula Plácido li va canviar la vida:
| «                    | Berlanga em va enfonsar el puny al cor i el va arrencar de soca-rel, mentre amb l'altra mà em feia burla. I jo reia, i plorava, al cineclub de la universitat, i no sabia que aquesta pel·lícula, Plácido, m'acompanyaria en somnis tota la vida. Els rostres dels seus actors, José Luis López Vázquez, Manuel Alexandre i tants d'altres, serien la meva família per sempre. | » |
| — Álex de la Iglesia | |   |

Santiago Segura també va explicar que "el cinema de Berlanga ha influït en la meva filmografia de la millor manera possible, impactant fortament en el meu cervell i deixant el seu pòsit després visionar-lo". Igualment Óscar Aibar va afirmar que la seua pel·lícula El gran Vázquez té influències de Berlanga. Berlanga va ser un dels 25 primers cineastes espanyols triats per l'Acadèmia de les Arts i les Ciències Cinematogràfiques d'Espanya que van tenir la seva estrella al passeig de la fama de Madrid, situat al carrer de Martín de los Heros, i realitzada per Oscar Mariné.

### Arc Berlanguià
Element del cinema de Berlanga que consisteix a representar l’evolució d’una situació desfavorable a una de pitjor. Aquesta evolució comença partint d’una situació dramàtica en la qual es troben els personatges; seguidament se’ls presenta la possibilitat de solucionar-la i intenten superar-la amb un final feliç imminent, però una circumstància fatal i inesperada acaba agreujant més la situació.

## Filmografia com a director i guionista
- Esa pareja feliz (1952), amb Juan Antonio Bardem.
- Bienvenido, Mister Marshall (1953).
- Novio a la vista (1954).
- Calabuch (1956).
- Los jueves, milagro (1957).
- Plácido (1961).
- Las cuatro verdades ('Les Quatre Vérités', 1962), amb René Clair i Alessandro Blasetti.
- El verdugo (1963).
- Las pirañas (La boutique, 1967).
- ¡Vivan los novios! (1969).
- Tamaño natural (1974).
- L'escopeta nacional (La escopeta nacional) (1977).
- Patrimonio nacional (1981).
- Nacional III (1982).
- La vaquilla (1985).
- Moros y cristianos (1987).
- Todos a la cárcel (1993).
- Blasco Ibáñez, la novela de su vida (TV, 1993).
- París-Tombuctú (1999).
- El sueño de la maestra (curt, 2002).

## Guardons
Premis
- 1962: Millor guió al Festival Internacional de Cinema de Canes per Bienvenido, Mister Marshall
- 1963: Premi FIPRESCI per El verdugo
- 1994: Premi Goya a la millor pel·lícula per Todos a la cárcel
- 1994: Premi Goya al millor director per Todos a la cárcel
- 2006: Premi Internacional Terenci Moix per la seva trajectòria en el cinema[4][5]

Nominacions
- 1956: Lleó d'Or al Festival Internacional de Cinema de Venècia per Calabuch
- 1963: Lleó d'Or al Festival Internacional de Cinema de Venècia per El verdugo
- 1962: Palma d'Or al Festival Internacional de Cinema de Canes per Pácido
- 1962: Palma d'Or al Festival Internacional de Cinema de Canes per Bienvenido, Mister Marshall
- 1970: Palma d'Or al Festival Internacional de Cinema de Canes per ¡Vivan los novios!
- 1981: Palma d'Or al Festival Internacional de Cinema de Canes per Patrimonio Nacional
- 1988: Premi Goya al millor guió original per Moros y cristianos
- 1994: Premi Goya al millor guió original per Todos a la càrcel